# Oligonychus biharensis
Oligonychus biharensis är en spindeldjursart som först beskrevs av Hirst 1924.  Oligonychus biharensis ingår i släktet Oligonychus och familjen Tetranychidae. Inga underarter finns listade i Catalogue of Life.